# I Knew Jesus (Before He Was a Star)
I Knew Jesus (Before He Was a Star) è un album in studio del musicista statunitense Glen Campbell, pubblicato nel 1973.

## Tracce
Side 1
1. I Knew Jesus (Before He Was a Star) (Neal Hefti, Seymore Styne) - 2:50
2. I Take It On Home (Kenny O'Dell) - 3:11
3. Sold American (Kinky Friedman) - 3:22
4. I Want to Be with You Always (Lefty Frizzell) - 2:18
5. If Not for You (Bob Dylan) - 2:46

Side 2
1. Give Me Back That Old Familiar Feeling (Bill C. Graham) - 2:46
2. You're the One (Bob Morrison) - 2:42
3. Amazing Grace (John Newton) - 4:24
4. On This Road (Ted Hamilton) - 2:18
5. Someday Soon (Ian Tyson) - 2:16